# Moulay Rachid

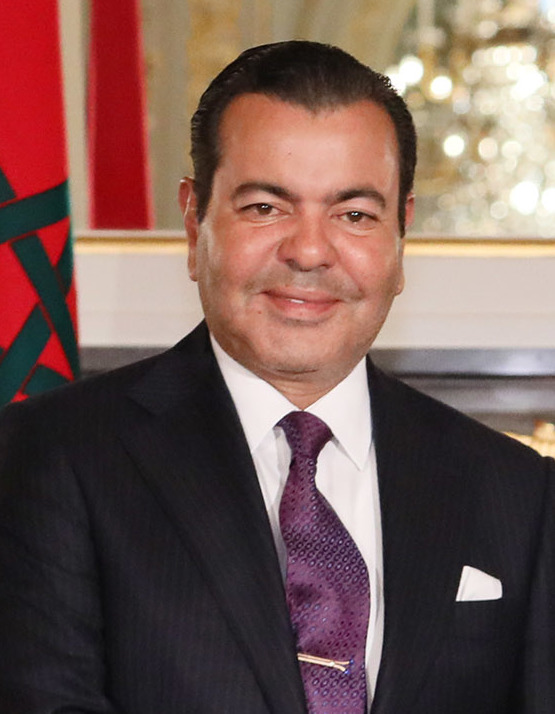
Moulay Rachid (2019)

Moulay Rachid bin Al-Hassan Al-Alawi, Prinz von Marokko (arabisch مولاي رشيد بن الحسن العلوي‎ marokkanisches Tamazight ⵕⴰⵛⵉⴷ ⵓ ⵍⵃⴰⵙⴰⵏ ⵍⵄⵍⴰⵡⵉ; * 20. Juni 1970 in Rabat) ist ein Sohn von König Hassan II. von Marokko. Er ist Doktor der Politikwissenschaft.
Als sein Vater 1999 starb und sein älterer Bruder Mohammed VI. König wurde, rückte Rachid als Kronprinz von Marokko nach. Da sein Bruder inzwischen mit Moulay Hassan einen Sohn hat, steht Rachid nun an zweiter Stelle in der marokkanischen Thronfolge.

## Lebenslauf
1989 schloss Rachid seine Schulausbildung mit der Matura ab und studierte anschließend Jura an der Universität Mohammed V. in Rabat, wo er 1993 den akademischen Grad Bachelor of Laws (LL.B.) erwarb. Nach Auslandsaufenthalten in den USA studierte er ab 1993 internationale Politik in Rabat und schloss 1995 mit dem Grad Master of Laws (LL.M.) ab, 1996 folgte ein zweiter Grad in internationaler Politik (deuxième Certificat d’Etudes Supérieures, option Relations Internationales). Seit 2000 ist Rachid Major der Reserve in der marokkanischen Armee. 2001 promovierte er in internationaler Politik über die Organisation der Islamischen Konferenz an der Universität Bordeaux-Montesquieu in Frankreich. Rachid wurde im Alter von 30 Jahren von seinem Bruder zum général de brigade ernannt.
Neben seinem Bruder, dem König, hat Moulay drei Schwestern, Prinzessin Lalla Meryem von Marokko (arabisch الأميرة للا مريم, geboren am 26. August 1962 in Rom, Italien), Prinzessin Lalla Asma von Marokko (arabisch الأميرة لالة أسماء, geboren am 29. September 1965 in Rabat) und Prinzessin Lalla Hasna von Marokko (arabisch الأميرة لالة حسناء, * 19. November 1967 in Rabat).
Neben Arabisch spricht er Französisch, Englisch und Spanisch.

### Ehe und Kinder
2014 heiratete er die 1987 geborene Oum Keltoum Boufarès, die Tochter des ehemaligen Innenministers Moulay El Mamoun Boufarès und mütterlicherseits Enkelin von Lalla Khadija, einer Cousine von Mohammed V.
Am 23. Juni 2016 wurde der Sohn Moulay Ahmed geboren. Prinzessin Lalla Khansa kam am 25. Januar 2022 zur Welt.

## Anklage gegen Fouad Mourtada
Am 5. Februar 2008 wurde Fouad Mourtada wegen des Verdachts des Identitätsdiebstahls des Prinzen für ein Fakeprofil auf Facebook verhaftet. Obwohl Moulay Rachid keine Anzeige erstattete, wurde Mourtada am 23. Februar des gleichen Jahres zu drei Jahren Gefängnis und einer Geldstrafe in Höhe von 10.000 Dirham verurteilt. Nach lokalen Protesten und internationaler Kritik wurde Fouad Mourtada am 19. März 2008, wenige Tage vor einer Berufungsverhandlung, eine königliche Begnadigung gewährt.

## Offizielle Aufgaben
- Unter anderem ist er Präsident der
  - Fédération Nationale du Scoutisme Marocain
  - Fondation du Festival international du film de Marrakech
  - Association Trophée Hassan II de golf
  - Fédération Royale Marocaine de Tir aux Armes de Chasse
  - Fédération Royale Marocaine de golf

- Ehrenpräsident der
  - Fédération Royale Marocaine de Yachting à Voile
  - Fédération Royale Marocaine de Ski et Montagne
  - Association Marocaine de la Protection de l'Environnement
  - Association Espagnole d'Assistance Sociale
  - Association Maghrebine de la Recherche et de la Lutte contre le SIDA.
  - Association Maroc-Extrême Orient: Dialog, Studien, Austausch
  - Association des Etudiants de Droit en Français

Er vertrat seinen Bruder bei der Beerdigung Queen Elisabeths II.

## Golf
Moulay Rachid fördert den Golfsport in Marokko. Unter seiner Federführung entstand die Hassan II Golf Trophy Association, die alljährlich die Hassan II Golf Trophy (gestiftet von seinem Vater König Hassan II.) auf den Fairways des Royal Dar-Es-Salam Clubs in Rabat organisiert und betreut.